# Thyregis tarsatus
Thyregis tarsatus là một loài bọ cánh cứng trong họ Bọ hung (Scarabaeidae).